# Hans Bohla
Hans Bohla (* 26. Januar 1891 in Herreth; † 8. Januar 1928 in Heilbronn), Pseudonym Ernst Kunert, manchmal auch als Franz Bohla benannt, war ein deutscher kommunistischer Politiker und Journalist.
Der Sohn eines Oberlehrers Bohla besuchte das Gymnasium in Erlangen und begann anschließend ein Studium in Leipzig. 1918 trat er der USPD bei. Dort wurde er Redakteur der USPD-Zeitung Volksblatt in Halle und schloss sich mit dem linken USPD-Flügel Ende 1920 mit der KPD zusammen. Hier arbeitete Hans Bohla, der auch dort zum linken Flügel gehörte, zunächst als Redakteur der Tageszeitungen Klassenkampf in Halle und Kommunist in Stuttgart und anschließend von 1922 bis 1923 als Sekretär des Parteibezirks Pfalz, bis ihn die französischen Behörden von dort auswiesen. Bohla war auch verantwortlicher Redakteur der von der Kommunistischen Studentenfraktion (KoStuFra) herausgegebenen Roten Studenten-Fahne.
1924, nach dem Amtsantritt der neuen linken Parteiführung um Ruth Fischer und Arkadi Maslow, wurde Bohla als Pol-Leiter in den vom rechten Flügel beherrschten Bezirk Württemberg geschickt. Im September 1924 inhaftiert, wurde er nach seiner Wahl in den Reichstag Ende 1924 freigelassen. Nach der Intervention Stalins in die Fraktionskämpfe wurde Bohla 1925 von der neuen Führung unter Ernst Thälmann von seinen Parteifunktionen entbunden, im August 1927 trat er nach dem Parteiausschluss von Georg Kenzler aus Solidarität mit diesem aus der KPD aus und schloss sich im Reichstag den Linken Kommunisten an. Wenige Monate später starb Bohla im Alter von 36 Jahren. Für ihn rückte Otto Weber in den Reichstag nach.

## Verweise